# Liste der Straßen in Hamburg-Finkenwerder

Lage von Finkenwerder in Hamburg und im Bezirk Hamburg-Mitte (hellrot)

Die Liste der Straßen in Finkenwerder ist eine Übersicht der im Hamburger Stadtteil Finkenwerder vorhandenen Straßen. Sie ist Teil der Liste der Verkehrsflächen in Hamburg.

## Überblick
In Finkenwerder (Ortsteilnummer 141) leben 11702 Einwohner (Stand: 31. Dezember 2023) auf 19,7 km². Finkenwerder liegt im Postleitzahlenbereich 21129.
In Finkenwerder gibt es 105 Verkehrsflächen, davon eine Elbinsel und ein Park. Um den südlichen Teil der Ostfrieslandstraße herum wurden die Straßen nach Nordseeinseln sowie Städten und Landschaften im nordwestlichen Niedersachsen benannt.

## Übersicht der Straßen
Die nachfolgende Tabelle gibt eine Übersicht über alle benannten Verkehrsflächen – Straßen, Plätze und Brücken – im Stadtteil sowie einige dazugehörige Informationen. Im Einzelnen sind dies:
- Name/Lage: aktuelle Bezeichnung der Straße, des Platzes oder der Brücke. Über den Link (Lage) kann die Straße, der Platz oder die Brücke auf verschiedenen Kartendiensten angezeigt werden. Die Geoposition gibt dabei ungefähr die Mitte an. Bei längeren Straßen, die durch zwei oder mehr Stadtteile führen, kann es daher sein, dass die Koordinate in einem anderen Stadtteil liegt.
- Straßenschlüssel: amtlicher Straßenschlüssel, bestehend aus einem Buchstaben (Anfangsbuchstabe der Straße, des Platzes oder der Brücke) und einer dreistelligen Nummer.
- Länge/Maße in Metern:
Hinweis: Die in der Übersicht enthaltenen Längenangaben sind nach mathematischen Regeln auf- oder abgerundete Übersichtswerte, die im Digitalen Atlas Nord[1] mit dem dortigen Maßstab ermittelt wurden. Sie dienen eher Vergleichszwecken und werden, sofern amtliche Werte bekannt sind, ausgetauscht und gesondert gekennzeichnet.
Bei Plätzen sind die Maße in der Form a × b bei rechteckigen Anlagen oder a × b × c bei dreiecksförmigen Anlagen mit a als längster Kante dargestellt.
Der Zusatz (im Stadtteil) gibt an, wie lang die Straße innerhalb des Stadtteils ist, sofern sie durch mehrere Stadtteile verläuft.
- Namensherkunft: Ursprung oder Bezug des Namens.
- Datum der Benennung: Jahr der offiziellen Benennung oder der Ersterwähnung eines Namens, bei Unsicherheiten auch die Angabe eines Zeitraums.
- Anmerkungen: Weitere Informationen bezüglich anliegender Institutionen, der Geschichte der Straße, historischer Bezeichnungen, Baudenkmale usw.
- Bild: Foto der Straße oder eines anliegenden Objektes.

| Name/Lage                          | Straßen- schlüssel | Länge/Maße (in Metern) | Namensherkunft | Datum der Benennung | Anmerkungen | Bild                        |
| ---------------------------------- | ------------------ | ---------------------- | --- | ------------------- | --- | --------------------------- |
| Albershardtweg (Lage)              | A565               | 0070                   | Adolph Albershardt (1892–1969), Lehrer und Heimatkundler                                                             | 1972                | | Albershardtweg              |
| Alte Aue (Lage)                    | A601               | 0375                   | nach der früher hier fließenden Aue                                                                                  | 1978                | | Alte Aue                    |
| Auedeich (Lage)                    | A493               | 0820                   | nach dem Deich zum Schutz gegen die Aue                                                                              | 1869                | | Auedeich                    |
| Aue-Hauptdeich (Lage)              | A550               | 0840 (im Stadtteil)    | nach Lage und Funktion an der Aue, einem Nebenarm der Süderelbe                                                      | 1970                | südlich der Aue in Waltershof | Aue-Hauptdeich              |
| Aue-Insel (Lage)                   | A492               | 0460                   | nach einer ortsüblichen Bezeichnung in Höhe der Auemündung                                                           | 1954                | | Aue-Insel                   |
| Auesiel (Lage)                     | A617               | 0085                   | nach dem dortigen Siel der Aue                                                                                       | 1982                | | Auesiel                     |
| Auricher Damm (Lage)               | A528               | 0240                   | Aurich, Stadt in Niedersachsen                                                                                       | 1939                | | Auricher Damm               |
| Baltrumer Weg (Lage)               | B042               | 0040                   | Nordseeinsel Baltrum                                                                                                 | 1939                | | Baltrumer Weg               |
| Bausenhof (Lage)                   | B116               | 0235                   | nach einer volkstümlichen Bezeichnung                                                                                | 1960                | Es handelt sich dabei möglicherweise um die abgeschliffene Form des Hofbesitzers Barkhusen.                                                                                              | Bausenhof                   |
| Benittstraße (Lage)                | B244               | 0325                   | nach der alteingesessenen Fischerfamilie Benitt                                                                      | 1923                | | Benittstraße                |
| Besenreeg (Lage)                   | B297               | 0055                   | nach einer Flurbezeichnung                                                                                           | 1933                | | Besenreeg                   |
| Bodemannweg (Lage)                 | B428               | 0150                   | Friedrich Wilhelm Bodemann (1809–1889), von 1858 bis 1883 Pastor in Finkenwerder                                     | 1948                | | Bodemannweg                 |
| Borkumer Weg (Lage)                | B488               | 0040                   | Nordseeinsel Borkum                                                                                                  | 1939                | | Borkumer Weg                |
| Brack (Lage)                       | B530               | 0245                   | nach dem gleichnamigen Begriff für ein nach einem Deichdurchbruch entstandenes und wiederum eingedeichtes Wasserloch | 1948                | | Brack                       |
| Brackweg (Lage)                    | B832               | 0215                   | in Anlehnung an die Straße Brack                                                                                     | 1982                | | Brackweg                    |
| Brunnenstieg (Lage)                | B645               | 0080                   | nach einer volkstümlichen Bezeichnung                                                                                | 1923                | | Brunnenstieg                |
| Butendeichsweg (Lage)              | B736               | 0080                   | nach der alteingesessenen Bauern- und Fischerfamilie Butendeich                                                      | 1923                | | Butendeichsweg              |
| Butenwarf (Lage)                   | B739               | 0090                   | nach dem Begriff Warft                                                                                               | 1934                | niederdeutsch buten = außen od. draußen | Butenwarf                   |
| Butjadinger Weg (Lage)             | B740               | 0170                   | niedersächsische Landschaft Butjadingen                                                                              | 1939                | | Butjadinger Weg             |
| Carsten-Fock-Weg (Lage)            | C010               | 0190                   | Carsten Fock (1876–1953), letzter Gemeindevorsteher Finkenwerders                                                    | vor 1938            | Kleinste Privatstraße Hamburgs | Carsten-Fock-Weg            |
| Cilli-Cohrs-Weg (Lage)             | C032               | 0120                   | nach der Bühnenfigur von Gorch Fock                                                                                  | 1941                | | Cilli-Cohrs-Weg             |
| Dangaster Weg (Lage)               | D032               | 0075                   | Dangast, Kurort in Niedersachsen                                                                                     | 1941                | | Dangaster Weg               |
| Doggerbankweg (Lage)               | D135               | 0300                   | nach der Sandbank in der Nordsee                                                                                     | 1953                | | Doggerbankweg               |
| Dwarspriel (Lage)                  | D269               | 0215                   | nach dem gleichnamigen Wasserlauf                                                                                    | 1980                | niederdeutsch dwars = quer | Dwarspriel                  |
| Eduard-Bargheer-Park (Lage)        | E                  | 3823 m²                | Eduard Bargheer (1901–1979), Maler und Grafiker                                                                      | 2024                | | Eduard-Bargheer-Park        |
| Ellernstieg (Lage)                 | E160               | 0080                   | nach dem Birkengewächs                                                                                               | 1936                | | Ellernstieg                 |
| Emder Straße (Lage)                | E173               | 0280                   | Emden, Stadt in Niedersachsen                                                                                        | 1945                | | Emder Straße                |
| Fallreep (Lage)                    | F321               | 0335                   | nach einem Motiv aus Werken Rudolf Kinaus                                                                            | 1977                | | Fallreep                    |
| Feekstreek (Lage)                  | F049               | 0045                   | nach einer Flurbezeichnung                                                                                           | 1939                | | Feekstreek                  |
| Finkenwerder Landscheideweg (Lage) | F119               | 2380                   | nach dem ehemaligen Grenzverlauf zwischen Hamburg und dem damals preußischen Teil Finkenwerders                      | 1948                | | Finkenwerder Landscheideweg |
| Finkenwerder Norderdeich (Lage)    | F120               | 0845                   | nach Lage und Funktion im Stadtteil                                                                                  | 1948                | | Finkenwerder Norderdeich    |
| Finkenwerder Süderdeich (Lage)     | F121               | 1505                   | nach Lage und Funktion im Stadtteil                                                                                  | 1948                | | Finkenwerder Süderdeich     |
| Finkenwerder Westerdeich (Lage)    | F122               | 1080                   | nach Lage und Funktion im Stadtteil                                                                                  | 1948                | | Finkenwerder Westerdeich    |
| Finksweg (Lage)                    | F123               | 0710                   | nach dem angeblich ältesten Finkenwerder Familiennamen                                                               | 1927                | | Finksweg                    |
| Focksweg (Lage)                    | F169               | 0730                   | nach der alteingesessenen Bauern- und Fischerfamilie Fock                                                            | 1923                | | Focksweg                    |
| Garnstück (Lage)                   | G017               | 0065                   | nach einer Flurbezeichnung                                                                                           | 1969                | Als Garnstück bezeichnet man die Aufhängevorrichtung für Fischernetze. | Garnstück                   |
| Hans-Hinnik-Weg (Lage)             | H111               | 0180                   | nach einer Romanfigur Gorch Focks                                                                                    | 1941                | | Hans-Hinnik-Weg             |
| Hein-Saß-Stieg (Lage)              | H807               | 0220                   | in Anlehnung an den Hein-Saß-Weg                                                                                     | 1994                | | Hein-Saß-Stieg              |
| Hein-Saß-Weg (Lage)                | H287               | 1385                   | nach einer Romanfigur Gorch Focks                                                                                    | 1941                | | Hein-Saß-Weg                |
| Jadedamm (Lage)                    | J70                | 0070                   | nach dem Jadebusen                                                                                                   | 1939                | | Jadedamm                    |
| Jadestieg (Lage)                   | J007               | 0065                   | in Anlehnung an den Jadedamm                                                                                         | 1939                | | Jadestieg                   |
| Jeverländer Weg (Lage)             | J052               | 0255                   | niedersächsische Landschaft Jeverland                                                                                | 1939                | | Jeverländer Weg             |
| Johann-Camper-Stieg (Lage)         | J131               | 0225                   | Johann Camper (1900–1979), Lehrer und Vorsitzender des Finkenwerder Turnvereins                                      | 1986                | | Johann-Camper-Stieg         |
| Juister Weg (Lage)                 | J087               | 0040                   | Nordseeinsel Juist                                                                                                   | 1939                | | Juister Weg                 |
| Kanalstack (Lage)                  | K056               | 0070                   | nach dem Weg zur Landungsbrücke am Köhlfleet                                                                         | 1924                | Stack = Buhne | Kanalstack                  |
| Kap-Horn-Weg (Lage)                | K064               | 0065                   | nach der Südspitze Südamerikas                                                                                       | 1941                | | Kap-Horn-Weg                |
| Kirchenaußendeichsweg (Lage)       | K183               | 0710                   | nach Kirchenland, das vor dem Deich lag                                                                              | vor 1928            | | Kirchenaußendeichsweg       |
| Kneienblick (Lage)                 | K291               | 0080                   | nach einem anderen Ausdruck für die Weide                                                                            | 1941                | | Kneienblick                 |
| Köhlfleet-Hauptdeich (Lage)        | K355               | 0355                   | nach Lage und Funktion am Köhlfleet, einem Nebenarm des Köhlbrands                                                   | 1971                | | Köhlfleet-Hauptdeich        |
| Kohort (Lage)                      | K574               | 0150                   | nach einer Flurbezeichnung                                                                                           | 1980                | niederdeutsch Koh = Kuh | Kohort                      |
| Köterdamm (Lage)                   | K334               | 1340                   | nach dem gleichnamigen Begriff                                                                                       | vor 1940            | | Köterdamm                   |
| Kreetslag (Lage)                   | K413               | 0605                   | nach einer Flurbezeichnung                                                                                           | 1950                | Kreet ist die niederdeutsche Bezeichnung für Zank oder Streit, Slag bezeichnet einen Streifen Land                                                                                       | Kreetslag                   |
| Külpersweg (Lage)                  | K115               | 0115                   | nach der alteingesessenen Fischerfamilie Külper(s)                                                                   | 1936                | | Külpersweg                  |
| Langeooger Weg (Lage)              | L057               | 0100                   | Nordseeinsel Langeoog                                                                                                | 1953                | | Langeooger Weg              |
| Laßdrift (Lage)                    | L364               | 0215                   | nach einem ehemaligen Wasserlauf                                                                                     | 1980                | Als Drift bezeichnet man einen Viehtriebweg zur Tränke oder Weide. | Laßdrift                    |
| Leegerwall (Lage)                  | L386               | 0295                   | nach dem Titel des letzten Romans von Jakob Kinau                                                                    | 1993                | | Leegerwall                  |
| Mewesweg (Lage)                    | M175               | 0105                   | nach der alteingesessenen Fischerfamilie Mewes                                                                       | 1923                | Gorch Fock beschrieb die Familie in seinem Roman Seefahrt ist not!. | Mewesweg                    |
| Müggenburg (Lage)                  | M309               | 0170                   | nach einer volkstümlichen Bezeichnung für einen Teil des Finkenwerder Norddeichs                                     | 1869                | | Müggenburg                  |
| Müggenloch (Lage)                  | M405               | 0060                   | nach einem mittlerweile zugschüttenen Wasserarm gleichen Namens                                                      | 1984                | | Müggenloch                  |
| Neßdeich (Lage)                    | N033               | 1385                   | nach einer volkstümlichen Bezeichnung                                                                                | 1927                | Mit dem Begriff Neß wird eine Landzunge bezeichnet. | Neßdeich                    |
| Neß-Hauptdeich (Lage)              | N197               | 2005 (im Stadtteil)    | nach der Lage am Neß, dem nordwestlichen Teil von Finkenwerder                                                       | 1969                | westlicher Teil in Neuenfelde | Neß-Hauptdeich              |
| Neßkatentwiete (Lage)              | N237               | 0125                   | in Anlehnung an den Neßkatenweg                                                                                      | 1999                | | Neßkatentwiete              |
| Neßkatenweg (Lage)                 | N227               | 1215                   | nach den früher dort gelegenen Neßkaten                                                                              | 1887                | | Neßkatenweg                 |
| Neßpriel (Lage)                    | N034               | 0770                   | nach der Lage am Neßkanal                                                                                            | 1953                | | Neßpriel                    |
| Neue Bullerrinne (Lage)            | N209               | 0150                   | nach früher in Altenwerder gelegenen Straßen                                                                         | 1977                | Lt. Beckershaus wurden diese Straßenzüge in Altenwerder aufgehoben und mit dem Zusatz „Neue(r)“ in Finkenwerder neu angelegt.                                                            | Neue Bullerrinne            |
| Neuer Dreikatendeich (Lage)        | N210               | 0295                   | nach früher in Altenwerder gelegenen Straßen                                                                         | 1977                | Lt. Beckershaus wurden diese Straßenzüge in Altenwerder aufgehoben und mit dem Zusatz „Neue(r)“ in Finkenwerder neu angelegt.                                                            | Neuer Dreikatendeich        |
| Neuer Korbmachersand (Lage)        | N211               | 0195                   | nach früher in Altenwerder gelegenen Straßen                                                                         | 1977                | Lt. Beckershaus wurden diese Straßenzüge in Altenwerder aufgehoben und mit dem Zusatz „Neue(r)“ in Finkenwerder neu angelegt.                                                            | Neuer Korbmachersand        |
| Neuer Sielpool (Lage)              | N212               | 0145                   | nach früher in Altenwerder gelegenen Straßen                                                                         | 1977                | Lt. Beckershaus wurden diese Straßenzüge in Altenwerder aufgehoben und mit dem Zusatz „Neue(r)“ in Finkenwerder neu angelegt.                                                            | Neuer Sielpool              |
| Neuwerker Stieg (Lage)             | N093               | 0065                   | Insel Neuwerk | 1939                | | Neuwerker Stieg             |
| Norderkirchenweg (Lage)            | N155               | 0715                   | nach einer volkstümlichen Bezeichnung als Weg zur Finkenwerder Kirche                                                | 1948                | | Norderkirchenweg            |
| Norderschulweg (Lage)              | N159               | 0370                   | nach einer volkstümlichen Bezeichnung für den Weg zur 1927 gegründeten Schule                                        | 1903                | Ursprünglich gab es im Südwesten Finkenwerders eine Schule, die als „westliche Schule“ bezeichnet wurde.                                                                                 | Norderschulweg              |
| Nordmeerstraße (Lage)              | N169               | 0765                   | nach dem Europäischen Nordmeer, dem ertragreichsten Fanggebiet der Finkenwerder Fischer                              | 1941                | | Nordmeerstraße              |
| Nordmeertwiete (Lage)              | N215               | 0320                   | in Anlehnung an die Nordmeerstraße                                                                                   | 1942                | | Nordmeertwiete              |
| Osterfelddeich (Lage)              | O138               | 1300                   | nach dem östlichen Teil Finkenwerders                                                                                | vor 1940            | | Osterfelddeich              |
| Ostfrieslandstraße (Lage)          | O152               | 1100                   | niedersächsische Region Ostfriesland                                                                                 | 1939                | | Ostfrieslandstraße          |
| Palstek (Lage)                     | P243               | 0510                   | nach dem gleichnamigen Seemannsknoten                                                                                | 1980                | | Palstek                     |
| Pamirweg (Lage)                    | P017               | 0295                   | nach dem Segelschulschiff gleichen Namens                                                                            | 1962                | | Pamirweg                    |
| Ploot (Lage)                       | P244               | 0550                   | nach einem Flurnamen                                                                                                 | 1980                | | Ploot                       |
| Poppenpriel (Lage)                 | P171               | 0045                   | nach einem Priel | 1933                | Nach dem Haus und deren Bewohnerin, das nahe dem Priel lag, wurde dieser im Volksmund „Meta Poppen ehr Lock“ genannt.                                                                    | Poppenpriel                 |
| Reetputt (Lage)                    | R090               | 0215                   | nach einem Flurnamen, der einen mit Reet bewachsenen Bach meint                                                      | 1950                | | Reetputt                    |
| Reetstremel (Lage)                 | R091               | 0040                   | nach einem Flurnamen; ein Stremel ist ein schmaler Landstreifen                                                      | 1933                | | Reetstremel                 |
| Rudolf-Kinau-Allee (Lage)          | R414               | 0930                   | Rudolf Kinau (1887–1975), niederdeutscher Schriftsteller                                                             | 1977                | | Rudolf-Kinau-Allee          |
| Rundtörn (Lage)                    | R417               | 0370                   | nach einem Motiv aus Werken Rudolf Kinaus                                                                            | 1977                | | Rundtörn                    |
| Rüschweg (Lage)                    | R344               | 0995                   | nach einem Flurnamen (Rüsch = Schilfrohr)                                                                            | 1944                | | Rüschweg                    |
| Rüschwinkel (Lage)                 | R345               | 0110                   | in Anlehnung an den Rüschweg                                                                                         | 1965                | | Rüschwinkel                 |
| Rüstringer Weg (Lage)              | R349               | 0150                   | Rüstringen, ehemals eigenständige Stadt, heute ein Stadtteil von Wilhelmshaven                                       | 1945                | | Rüstringer Weg              |
| Sandfall (Lage)                    | S030               | 0090                   | nach einer früher in der Elbe vor Finkenwerder gelegenen Sandbank                                                    | 1934                | | Sandfall                    |
| Sandhöhe (Lage)                    | S035               | 0085                   | nach einer volkstümlichen Bezeichnung für einen Teil des Finkenwerder Elbdeichs                                      | 1869                | | Sandhöhe                    |
| Schallnsteed (Lage)                | S107               | 0095                   | nach einem Flurnamen                                                                                                 | 1941                | Als Schalln (oder Schallen) wird Schlickvorland bezeichnet, niederdeutsch Steed = Stätte, Stelle                                                                                         | Schallnsteed                |
| Scharhörner Weg (Lage)             | S114               | 0060                   | Insel Scharhörn | 1939                | | Scharhörner Weg             |
| Schillighörner Stieg (Lage)        | S164               | 0055                   | Schillig, Badeort in Niedersachsen                                                                                   | 1939                | | Schillighörner Weg          |
| Schloostraße (Lage)                | S213               | 0110                   | nach der alteingesessenen Fischerfamilie Schloo                                                                      | 1923                | | Schloostraße                |
| Schotstek (Lage)                   | S884               | 0520                   | nach dem gleichnamigen Seemannsknoten                                                                                | 1980                | | Schotstek                   |
| Schweinesand (Lage)                | S864               |                        | nach einer traditionellen Bezeichnung                                                                                |                     | Der unbewohnte Schweinesand (auch Schweinsand) ist der östliche Teil des Naturschutzgebietes Neßsand. Lt. Straßen- und Gebietsverzeichnis in Blankenese, lt. Grundkarte in Finkenwerder. |                             |
| Slipstek (Lage)                    | S883               | 0435                   | nach dem gleichnamigen Seemannsknoten                                                                                | 1980                | | Slipstek                    |
| Steendiek (Lage)                   | S607               | 0225                   | nach dem Befestigungsmaterial des Deiches                                                                            | 1903                | niederdeutsch Steen = Stein, Diek = Deich | Steendiek                   |
| Süderkirchenweg (Lage)             | S785               | 0720                   | nach dem Weg zur Kirche im südlichen Teil Finkenwerders                                                              | 1948                | | Süderkirchenweg             |
| Tweeflunken (Lage)                 | T187               | 0090                   | nach einem Flurnamen                                                                                                 | 1934                | niederdeutsch twee = zwei, Flunken = Flügel | Tweeflunken                 |
| Uhlenhoffweg (Lage)                | U012               | 0480                   | nach dem Namen des Besitzers eines Bauernhofs                                                                        | 1945                | | Uhlenhoffweg                |
| Von-Cölln-Weg (Lage)               | V093               | 0085                   | nach der Familie von Cölln, der Vorbesitzerin des Geländes                                                           | 1903                | Hinrich von Cölln gründete 1767 die erste Schiffswerft in Finkenwerder. | Von-Cölln-Weg               |
| Wangerooger Stieg (Lage)           | W069               | 0070                   | Nordseeinsel Wangerooge                                                                                              | 1939                | | Wangerooger Stieg           |
| Wiet (Lage)                        | W251               | 2235                   | nach einer Flurbezeichnung (Wiet = Wald)                                                                             | vor 1940            | | Wiet                        |
| Wikingstraße (Lage)                | W257               | 0275                   | nach den Wikingern                                                                                                   | 1941                | | Wikingstraße                |
| Wittmunder Weg (Lage)              | W352               | 0200                   | Wittmund, Stadt in Niedersachsen                                                                                     | 1939                | | Wittmunder Weg              |
| Wriedestraße (Lage)                | W399               | 0090                   | nach der alteingesessenen Familie Wriede, Inhaberin einer Schiffswerft                                               | 1923                | | Wriedestraße                |